# C/1577 V1
Большая комета 1577 года (официальное обозначение C/1577 V1) — яркая долгопериодическая комета, достигшая яркости −7m, а впоследствии прошедшая близко к Земле. Впервые замечена 1 ноября в Перу. Наблюдалась повсеместно в Европе. В середине ноября хвост достигал длины до 30°. 27 ноября комета находилась на минимальном расстоянии от Земли. Комета наблюдалась до 26 января 1578 года. Исходя из своих наблюдений кометы, известный датский астроном Тихо Браге установил, что кометы движутся за пределами атмосферы Земли.